# Paul Barras
Il visconte Paul François Jean Nicolas de Barras, noto semplicemente come Paul Barras (Fox-Amphoux, 30 giugno 1755 – Chaillot, 29 gennaio 1829), è stato un politico, generale e rivoluzionario francese, attivo durante la Rivoluzione, leader dei Termidoriani tra luglio 1794 e il 1795 e principale capo del Direttorio che governò il paese nel periodo 1795-1799, quando fu estromesso da Napoleone. Come Talleyrand, Sieyès e Fouché, ma in misura minore, è considerato uno dei principali esponenti del trasformismo e del realismo politico del periodo.
Barras fu uno dei principali artefici della congiura che portò alla caduta di Robespierre e alla fine del Regime del Terrore, a cui comunque era stato organico come rappresentante in missione. Ebbe fama di essere un politico corrotto ma abile, e represse poi le rivolte popolari giacobine e royalistes contro la Repubblica moderata; fu destituito dal colpo di Stato del 18 brumaio, che portò al potere il Consolato del suo ex collaboratore stretto Napoleone Bonaparte, che lo mandò in esilio, costringendolo in seguito a ritirarsi a vita privata durante il Primo Impero francese. Durante la Restaurazione fu uno dei pochi Convenzionali "regicidi" del 1793 a non essere esiliato, ma visse confinato nei pressi di Parigi e dimenticato fino alla sua morte avvenuta nel 1829.

## Primi anni e carriera militare
Barras nacque da una famiglia della piccola nobiltà del dipartimento del Var. Entrò nell'esercito francese all'età di sedici anni, prestando servizio nelle colonie, e prese parte ad azioni militari nelle Indie sotto il comando di Bellecombe e di Pierre André de Suffren. Combatté anche nella difesa di Pondichéry. Dopo la pace del 1783 mise fine alla sua carriera dando le dimissioni a seguito di un alterco col maresciallo de Castries, ministro della Marina. Ritiratosi con il grado di capitano, si trasferì a Parigi. Dal 1783 al 1789 si trovò a Parigi, privo di potere e di occupazione. Fu accusato di aver frequentato le peggiori case da gioco che allora pullulavano nella capitale. Bell'uomo, frequentò le maggiori intellettuali dell'epoca, in particolare la cantante Sophie Arnould.

## La Rivoluzione francese
Fu per puro caso che assistette alla presa della Bastiglia il 14 luglio 1789. Fino ad allora il visconte di Barras non aveva idee politiche ben definite. Incontrò Mirabeau presso Sophie Arnould. Fu forse quest'incontro che lo spinse ad iscriversi prima alla massoneria e successivamente al club dei giacobini e a lanciarsi nella politica come repubblicano. Si presentò alle elezioni per l'Assemblea legislativa e fu eletto delegato del Var fra 554 altri. Non fu eletto deputato ma membro dell'Alta Corte di Orléans. Quando questa dovette essere sciolta, rientrò a Parigi come Commissario dell'Armata d'Italia.

### La Convenzione e carriera militare
Eletto deputato supplente del dipartimento del Var alla Convenzione nel 1792, sedette con i montagnardi e votò a favore dell'esecuzione capitale di Luigi XVI. Dopo la morte di quest'ultimo, la Convenzione, attaccata da tutte le parti, nominò rappresentanti delegati nelle province e nell'esercito. Barras partì in missione nelle Basse ed Alte Alpi con l'amico Stanislas Fréron per reclutare 300 000 soldati e poi nel Midi. Di fronte all'insurrezione nata prima a Tolone e poi estesasi a Marsiglia, diede prova d'iniziativa e di coraggio e, persuaso del tradimento del generale Brunet, lo fece arrestare nella sua stessa armata. Fu allora che ricevette l'ordine di riprendere Tolone che era insorta sotto l'azione del partito realista ed aveva aperto le porte alle flotte nemiche di Gran Bretagna e di Spagna e consegnato una parte della flotta agli inglesi.
Temendo uno sbarco del nemico, Barras affidò ad un giovane capitano di artiglieria, Napoleone Bonaparte, la difesa delle coste della Provenza. Bonaparte, dice Barras nelle sue memorie, diede allora prova di grande attivismo e non esitò a dichiararsi ultra-montagnardo. Barras gli accordò la sua benevolenza e la sua protezione, ma non attribuì al futuro imperatore altro che un ruolo secondario nella presa di Tolone: "Il vero conquistatore di Tolone fu il generale Dugommier". Dopo l'assedio di Tolone Bonaparte fu nominato generale di brigata con l'ordine di aggregarsi all'armata d'Italia. Fu questo il primo incontro con Napoleone Bonaparte, che Barras ricorderà successivamente, quando si verificò l'insurrezione realista che minacciò la Convenzione (13 vendemmiaio dell'anno IV cioè 5 ottobre 1795). Riconquistata la fortezza navale mediterranea, Barras vi si arricchì pesantemente grazie alla malversazione. Nell'agosto 1795 Barras fu nominato generale di brigata.

### Il Terrore e il colpo di Stato del 9 termidoro
Di ritorno a Parigi (23 gennaio 1794) su richiesta del Comitato di salute pubblica, Barras fu acclamato dalla Convenzione e felicitato di aver ben meritato per la nazione, ma l'accoglienza del Comitato, informato della sua azione corrotta in Tolone dopo la caduta della città, fu glaciale, come pure quella dello stesso Robespierre. Allontanato dopo un certo tempo da Parigi, fu accusato subito dopo di aver destituito il tribunale di Marsiglia. Egli si batté ed ottenne l'appoggio della Convenzione e dei giacobini. Successivamente si appoggiò a Danton e Laignelot, ma Danton, accusato di saccheggio durante una missione in Belgio, fu arrestato (11 germinale, cioè 31 marzo 1794). Robespierre fu all'apice del suo potere quando l'8 giugno celebrò la dispendiosa Festa dell'Essere Supremo, ma molti nella Convenzione mormoravano contro di lui a causa di ciò e della stretta repressiva, nonostante avesse ristabilito la libertà di culto, con cui Barras concordava.
A questo punto Barras temette, con altri ex rappresentanti quali Tallien e Fouché, di essere processato per le repressioni o mandato alla ghigliottina come semplice sospetto in base alla legge del 22 pratile anno II (10 giugno), che eliminava ogni garanzia degli imputati, come la presenza dell'avvocato della difesa, l'onere della prova per l'accusa e l'appello, riducendo le sentenza a due possibilità: morte o assoluzione. Bertrand Barère (che a differenza degli altri si sarebbe poi unito alla cospirazione per evitare che Robespierre imboccasse la strada moderata) voleva in questo modo sfoltire la popolazione carceraria ed eliminare ogni opposizione. Per questo timore Barras, come altri, girava armato da tempo.
A differenza di quanto sostenuto da molti sulla base dei fatti di quei giorni, e cioè che le sue azioni fossero dettate dalle contingenze o dalla sete di potere, Madame de Staël sostenne invece che Barras avesse agito in seguito con l'intento "idealista" di porre fine al Terrore. Nelle sue Memorie Barras sostenne che le condizioni mentali di Robespierre erano deteriorate, rendendolo completamente paranoico: «Non ho mai visto nulla di così impassibile nel marmo ghiacciato delle statue o nel viso dei morti già seppelliti. (...) Gli occhi spenti e miopi si fissarono su di noi. La faccia era di un pallore spettrale, con tinte verdastre. Stringeva a pugno e rilassava di continuo le mani, con un tic nervoso; e anche il collo e le spalle avevano spasmi convulsi».
Il fatto certo è che Barras cambiò fronte, e si mise a capo dei nemici di Robespierre come uno degli artefici principali, insieme a Tallien e Fouché, accusati di pesanti crimini nell'ultimo discorso dell'Incorruttibile, della sua caduta il 9 termidoro (27 luglio 1794): comandante della forza armata municipale di Parigi, si impadronì della città marciando in due colonne separate su Place de Grève e mise fine al cosiddetto Regime del Terrore.
Robespierre e i suoi, tra cui suo fratello Augustin, Louis Antoine de Saint-Just e Georges Couthon, furono arrestati, rilasciati e arrestati di nuovo all'Hôtel de Ville dalle truppe Convenzionali nella confusa notte del 9, e ghigliottinati il 10 termidoro per decisione della Convenzione stessa, dopo un sommario riconoscimento formale al tribunale rivoluzionario, mentre iniziò il periodo del Terrore bianco contro i cosiddetti "bevitori di sangue", ossia i giacobini più fedeli. La maggioranza della popolazione, stanca del terrorismo di Stato e affamata dagli effetti a lungo termine della legge del maximum, sostenne la svolta del 28 luglio.
Barras nelle sue memorie si attribuì il merito di aver disperso gli insorti che minacciavano la Convenzione semplicemente uscendo nel cortile delle Tuileries e gridando: "Ritiratevi, miserabili: Hanriot è fuori legge", riferendosi al comandante della Guardia Nazionale.
Con l'aiuto di bande paramilitari come i Moscardini, controrivoluzionari comandati da un altro ex "terrorista" collega di Tallien in missione, Louis-Marie-Stanislas Fréron e delle forze regolari, Barras divenne il leader di fatto della Francia entro pochi giorni. Le esecuzioni di massa ordinate dal tribunale furono sospese il 31 luglio, le leggi più estreme furono soppresse, lo stesso tribunale rivoluzionario fu riorganizzato e poi eliminato; il 5 agosto i prigionieri "sospetti" furono rilasciati per effetto della revoca delle leggi emergenziali; a novembre il Club dei Giacobini fu chiuso e messo fuori legge in tutta la nazione, mentre un clima più disteso e festoso lentamente si diffuse nella borghesia.
Lo stesso giorno in cui Robespierre fu destituito, prima della seduta, Barras visitò il giovane Luigi XVII prigioniero alla Torre del Tempio, e non potendo farlo liberare, si adoperò per migliorare le sue condizioni igieniche e di detenzione, poi visitò nei giorni seguenti anche la sorella Maria Teresa Carlotta (l'anno dopo liberata con uno scambio di prigionieri con l'Austria). Nel maggio 1795 si decise di liberare il Delfino avviando trattative coi monarchici, ma il principe, gravemente malato, morì l'8 giugno a soli 10 anni.

### Il Direttorio
A dicembre dello stesso anno fu nominato membro del Comitato di sicurezza generale e nel febbraio dell'anno successivo presidente della Convenzione termidoriana. La Convenzione prima fermò due rivolte popolari di sanculotti e montagnardi (insurrezione del 12 germinale anno III e insurrezione del 1º pratile anno III), in seguito dovette far fronte ad altre minacce.

Incaricato della difesa della Convenzione contro gli insorti realisti, molti dei quali erano ex sostenitori di Barras delusi dalla Costituzione francese del 1795 (tra cui i Moscardini), il suo ruolo nella giornata dell'insurrezione del 13 vendemmiaio anno IV (5 ottobre 1795) fu determinante: grazie all'intervento, da lui comandato, di Napoleone Bonaparte, l'insurrezione fu stroncata dalle scariche di mitraglia ordinate dal giovane ufficiale còrso.

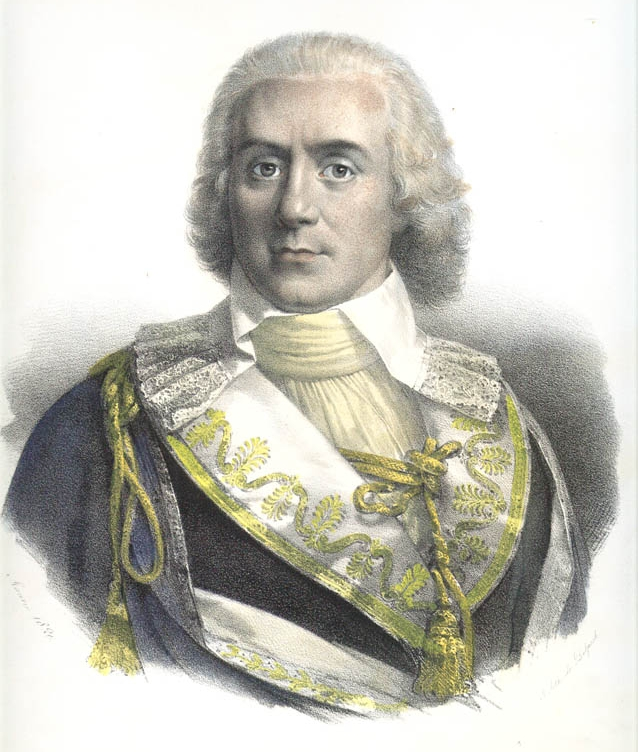
Litografia di Barras in uniforme del Direttorio eseguita nel 1826

Eletto membro del Direttorio il 31 ottobre 1795 al momento della creazione di quest'ultimo, egli giocò un ruolo chiave senza soluzione di continuità per quattro anni, incarnando la figura di una sinistra termidoriana antigiacobina ma ferma di fronte alla minaccia realista. Con Reubell e La Réveillère egli formò una specie di triumvirato. Per assicurarsi il potere, i tre direttori compirono il Colpo di Stato del 18 fruttidoro (4 settembre 1797) e proscrissero due dei loro colleghi, Barthélemy e Lazare Carnot, e un gran numero di membri dei due Consigli, accusandoli di tendenze realiste. Egli partecipò anche al colpo di Stato del 22 floreale (11 maggio 1798): tramite la legge del 22 fiorile anno VI 106 deputati giacobini eletti a favore degli altri gruppi dell'assemblea furono privati dei loro seggi nel Consiglio dei Cinquecento.
È possibile che egli abbia avviato trattative con i Borboni in vista di un rientro e della restaurazione sul trono di Luigi, Conte di Provenza, fratello di Luigi XVI, come monarca costituzionale ma fu preceduto dal colpo di Stato del 18 brumaio. Il 16 maggio 1799, Emmanuel Joseph Sieyès, il celebre leader del Terzo Stato agli Stati generali del 1789 ed ex Convenzionale del 1793, fu eletto al Direttorio, in sostituzione di Reubell, eclissando Paul Barras, la cui fortuna politica volgeva al termine.

### Il 18 brumaio e l'esilio
Al suo ritorno dall'Egitto, Bonaparte, Fouché e l'abate Sieyès rovesciarono il Direttorio con il colpo di Stato del 18 brumaio. Il Direttorio fu disciolto e sostituito da un Consolato di tre membri, ma in pratica il potere fu concentrato nelle mani del Primo Console, Napoleone Bonaparte. Barras fu relegato nel suo castello di Grosbois, quindi esiliato a Bruxelles. 

### Il ritorno
Autorizzato al rientro in Francia, a Montpellier in Provenza, fu nuovamente spedito in esilio da Napoleone a Roma (1810), ritornando in Francia nel 1814.

Ormai ex politico, alla caduta dell'impero fu autorizzato da Luigi XVIII, nonostante il suo passato di regicida (unico non bandito dalla Francia con la legge del 1816, assieme a Tallien per motivi di salute), a risiedere a Chaillot, nei pressi di Parigi (oggi quartiere della capitale francese), come riconoscimento di non aver aderito ai Cento giorni (unico tra gli antichi regicidi, quasi sicuramente a causa del suo risentimento verso Napoleone); Barras fu infatti amnistiato interamente dalla legge per non aver sottoscritto l'Atto addizionale del 1815: 
(Legge 12 gennaio 1816)
Morì tredici anni dopo, dimenticato da tutti, durante il regno dell'assolutista Carlo X, un anno prima della rivoluzione di luglio che mise al potere il re costituzionale Luigi Filippo. La salma di Barras fu inumata nel cimitero di Père-Lachaise di Parigi.

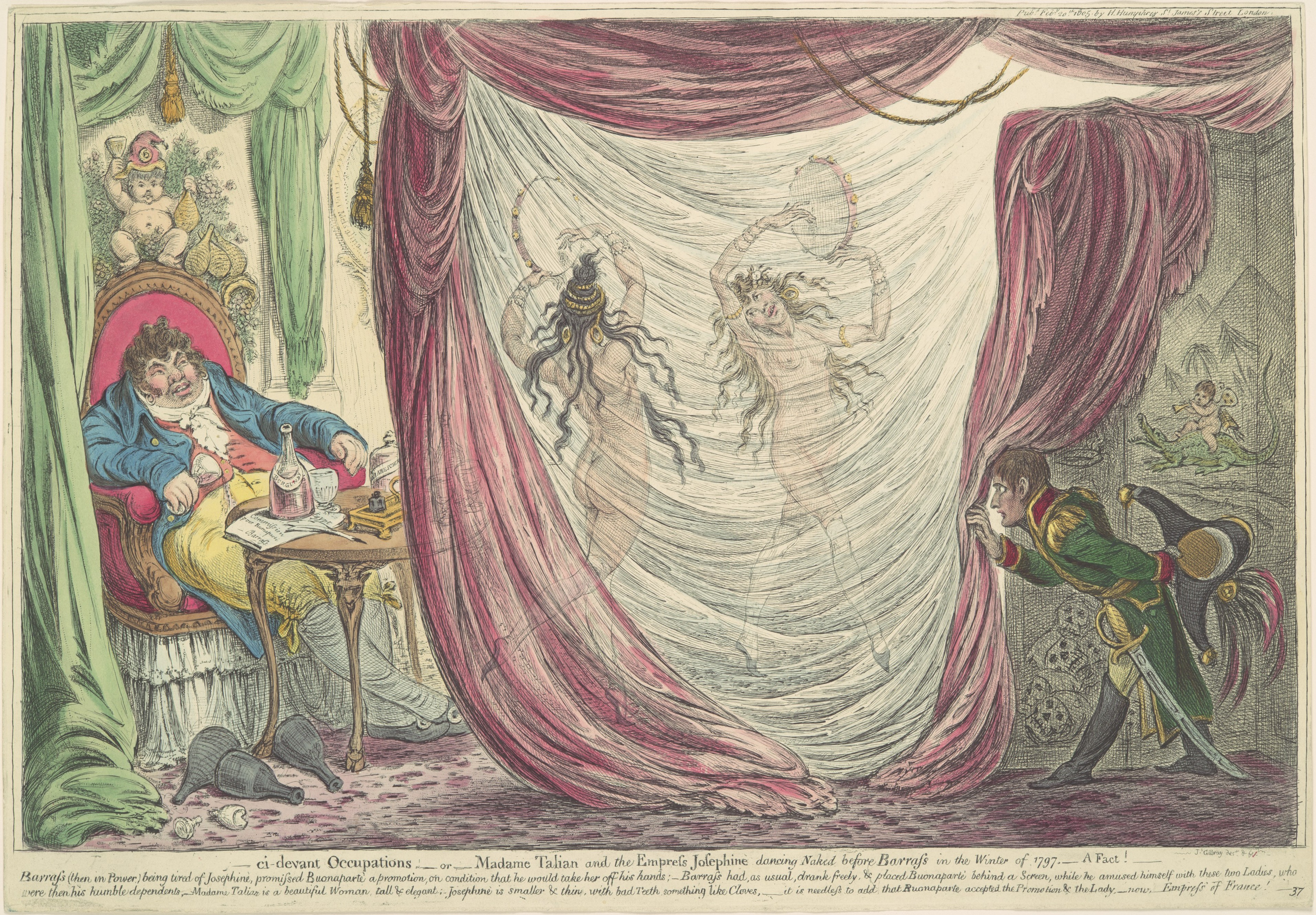
Caricatura datata 1805 ed opera di James Gillray: Barras intrattenuto dalla danza di due giovani nude, mogli di altrettanti personaggi famosi, Thérésa Tallien e Giuseppina Bonaparte

## Il personaggio
Barras è passato alla storia come personaggio corrotto e corruttore, capace di qualsiasi compromesso pur di rimanere nel novero di coloro che contano, e uomo di costumi dissoluti. Lo si accusò di aver introdotto corruzione e venalità nella amministrazione e di aver dilapidato grandi somme. Secondo lo storico Alessandro Barbero Barras era "leggendario per la sua corruzione e per la sua avidità di denaro e di donne, ma uomo di grande valore, politico accortissimo".
Nei salotti della Parigi che contava era noto per sapersi circondare di donne belle ed intellettuali. Era particolarmente amico di Teresa Cabarrus, soprannominata "Notre-Dame de Thermidor" per aver spinto il proprio amante di allora, poi marito, il membro della Convenzione Tallien, a rovesciare Robespierre onde evitare la ghigliottina ad entrambi. Dalla Cabarrus ebbe un figlio che morì poco dopo la nascita. Barras aveva sposato durante il periodo giovanile una ragazza della sua zona, Marie-Pélagie Templier, di famiglia impoverita, ma non si degnò mai di rivederla, definendola bigotta e monarchica.
Numerose voci affermavano che Barras fosse bisessuale. È anche convinzione comune che Giuseppina Rosa Tascher de la Pagèrie, vedova del generale Beauharnais, fosse stata sua amante e che fosse stato Barras a spingerla fra le braccia di Napoleone Bonaparte, che la sposò poco prima della sua partenza per la prima campagna d'Italia. 
Barras scrisse le proprie memorie in più volumi.

## Cultura di massa
Paul Barras è stato interpretato:
- da Mario Pisu nello sceneggiato RAI I grandi camaleonti
- da Geoffroy Thiebaut nella miniserie televisiva La rivoluzione francese (1989)
- da Philippe Volter in Napoléon (2002)
- da Tahar Rahim in Napoleon (2023)